# Golub-Dobrzyń
Golub-Dobrzyń é um município da Polônia, na voivodia da Cujávia-Pomerânia e no condado de Golub-Dobrzyń. Estende-se por uma área de 7,50 km², com 12 828 habitantes, segundo os censos de 2017, com uma densidade de 1 710,4 hab/km².